# Hiratsuka, Kanagawa
Hiratsuka (平塚市 (Bình chủng thị) Hiratsuka-shi) là một thành phố thuộc tỉnh Kanagawa, Nhật Bản.
Tính đến ngày 01 tháng 4 năm 2017, thành phố Hiratsuka có dân số ước tính 257.877 người, với 109.020 hộ gia đình, và mật độ dân số 3.800 người/km². Tổng diện tích là 67,88 km².

## Địa lý
Thành phố Hiratsuka nằm ở phía Tây vùng Đồng bằng Kantou giữa Tokyo và Núi Fuji, và có đường bờ biển dài 5 kilomet ở vùng Shounan tiếp giáp với Thái Bình Dương ở Vịnh Sagami.

### Đô thị xung quanh
- Chigasaki
- Hadano
- Atsugi
- Isehara
- Samukawa
- Nakai
- Oiso
- Ninomiya